# جوزيف مور
جوزيف مور (بالإنجليزية: Thurston Moore)‏ (و. 1958  م) هو عازف قيثارة، ومغني، وموسيقي، وملحن، وعازف بيانو، ومغن ومؤلف، من الولايات المتحدة، ولد في كورال غيبلز، فلوريدا، وهو عضوٌ في سونيك يوث.

## وصلات خارجية
- جوزيف مور على موقع IMDb (الإنجليزية)
- جوزيف مور على موقع الموسوعة البريطانية (الإنجليزية)
- جوزيف مور على موقع روتن توميتوز (الإنجليزية)
- جوزيف مور على موقع ميوزك برينز (الإنجليزية)
- جوزيف مور على موقع رولينغ ستون (الإنجليزية)
- جوزيف مور على موقع إن إن دي بي (الإنجليزية)
- جوزيف مور على موقع أول ميوزيك (الإنجليزية)
- جوزيف مور على موقع ديسكوغز (الإنجليزية)
- جوزيف مور على موقع قاعدة بيانات الفيلم (الإنجليزية)